# Holochlora praetermissa
Holochlora praetermissa är en insektsart som beskrevs av Brunner von Wattenwyl 1891. Holochlora praetermissa ingår i släktet Holochlora och familjen vårtbitare. Inga underarter finns listade i Catalogue of Life.